# Rândunică de Angola
Rândunica de Agola (Hirundo angolensis) este o specie de pasăre din familia Hirundinidae. Se găsește în Angola, Burundi, Republica Democrată Congo, Gabon, Kenya, Malawi, Namibia, Rwanda, Tanzania, Uganda și Zambia.
A fost considerată conspecifică cu rândunica de Guinea, dar este, în general, considerată o specie completă într-un complex de specii care include rândunelele de hambar, de Pacific, australiană, cu gâtul alb și de savană.

## Descriere

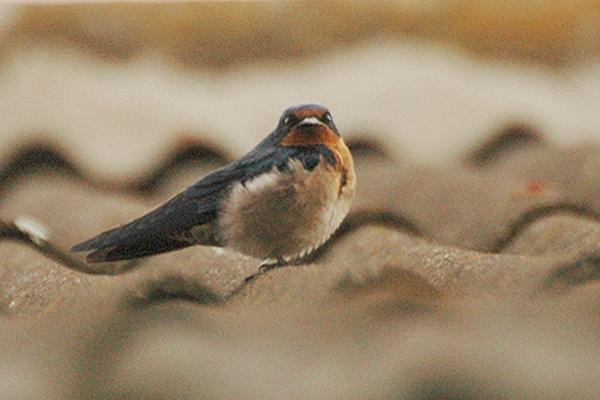
Rândunica de Agola

Rândunica de Agola este o rândunică mică, măsoară 15 centimetri și cântărește între 16 și 19 grame. Penajul frunții, gâtului și a pieptului superior este de culoare ruginiu-castaniu. Creștetul capului și părțile superioare sunt de un albastru-oțel strălucitor. Penele de zbor și coada sunt negre, acestea din urmă cu mari zone albe.

## Comportament
Ele frecventează o varietate de habitate deschise până la marginile pădurii, indiferent dacă sunt modificate de om sau naturale. Dieta lor constă dintr-o varietate de insecte zburătoare. Se hrănesc singure sau în stoluri și emit un ciripit slab. Sezonul de reproducere depinde mult de regiunea lor de reședință, iar câțiva efectuează migrații.

## Subspecii
Există două subspecii, dar apar forme intermediare:
- H. a. angolensis – tip pentri Provincia Huíla, Angola
- H. a. arcticincta Sharpe, 1891[4] – Africa de Est

## Galerie

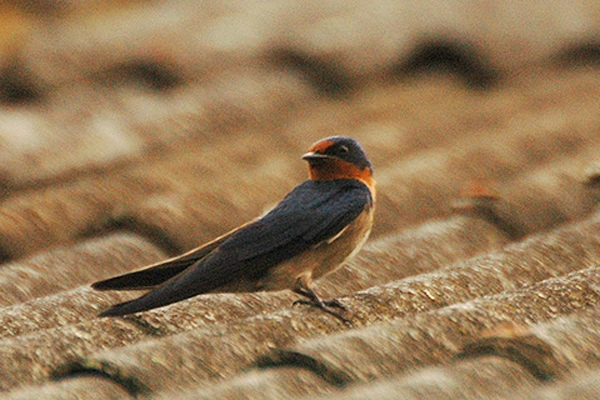
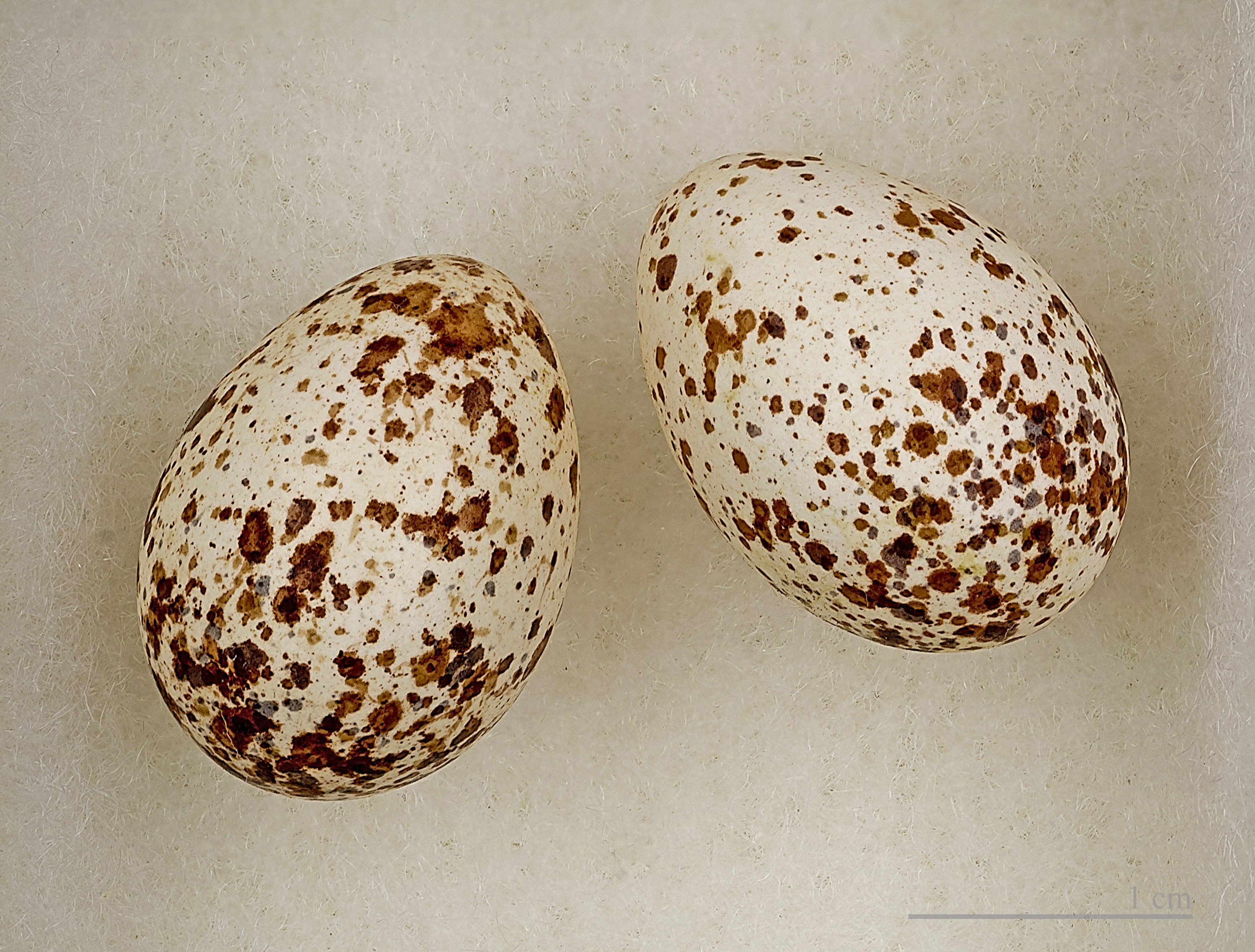
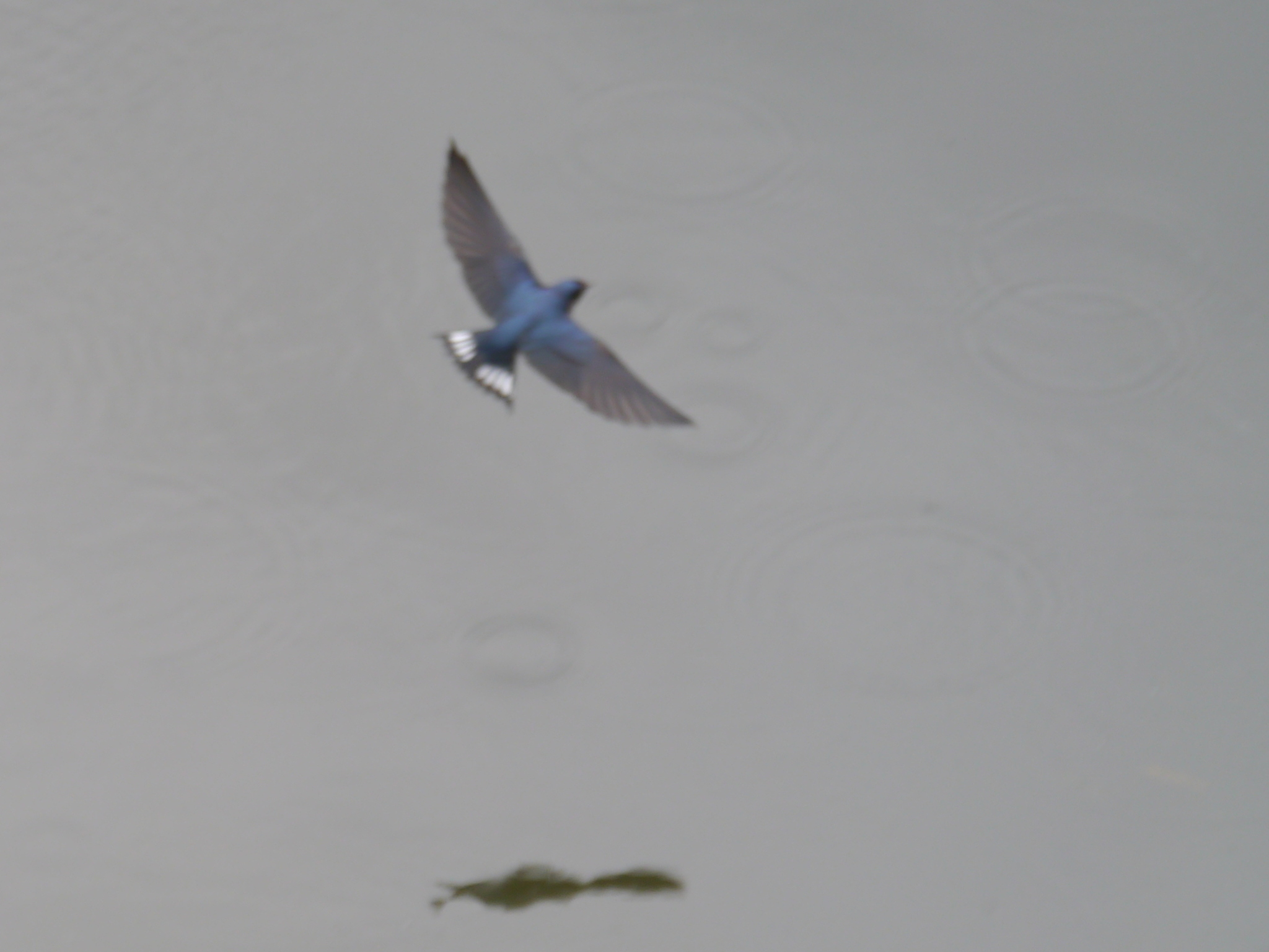